# Karl Stetter

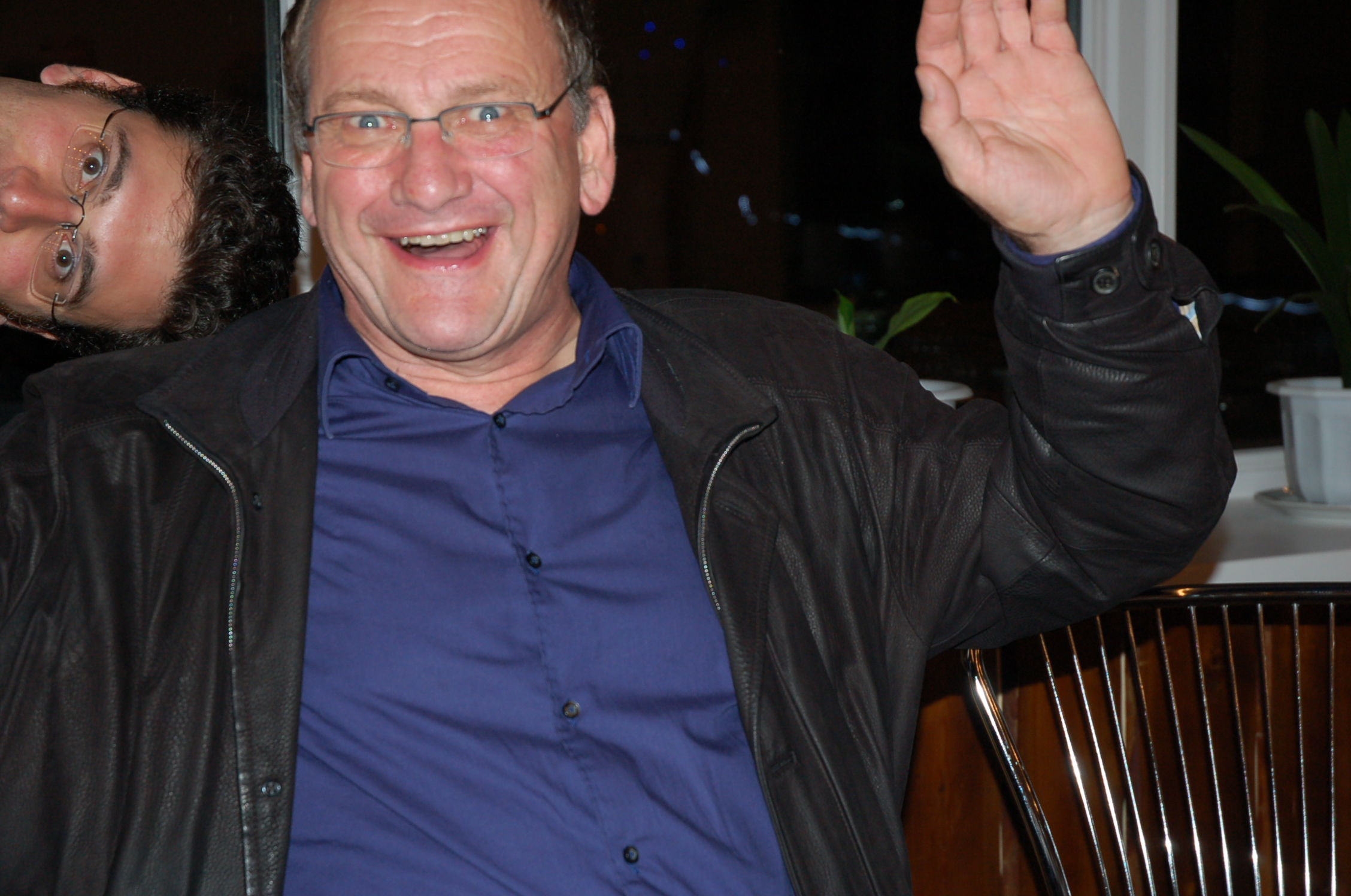
Karl Stetter (2010)

Karl Otto Stetter (* 16. Juli 1941 in München) ist ein deutscher Mikrobiologe. Er ist ein Experte für mikrobiologisches Leben unter extremen Lebensbedingungen (extremophile Organismen), vor allem bei hohen Temperaturen.

## Leben
Stetter legte sein Abitur an der Staatlichen Luitpold-Oberrealschule in München 1960 ab und studierte Biologie an der Technischen Universität München, Abschluss Diplom Biologe 1969. Er schrieb seine Doktorarbeit in Mikrobiologie über Lactobacillus an der Technischen Universität München mit Abschluss als Dr. rer. nat. (1973). Nach einem Postdoc (Biochemie) 1973–1975 am Max-Planck-Institut für Biochemie in Martinsried folgte 1977 die Habilitation in Mikrobiologie und Botanik an der Ludwig-Maximilians-Universität München. Von 1980 bis 2002 war er ordentlicher Professor, Inhaber des Lehrstuhls für Mikrobiologie an der Naturwissenschaftlichen Fakultät III und Leiter des Archaeenzentrums der Universität Regensburg. Er war 1994 Mitbegründer der DIVERSA Corp., San Diego (später Verenium). Seit 2002 ist er emeritiert.
Privates
Karl Stetter ist verheiratet und hat zwei Töchter und einen Sohn, den Schauspieler Florian Stetter.

## Wirken
Die Forschung von Stetter bezieht sich auf das Sammeln, Isolieren, Kultivieren und Charakterisieren von Extremophilen. Diese Mikroorganismen leben unter extremen Lebensbedingungen (unter tiefen oder hohen Temperaturen, hohem Druck, ohne Sauerstoff, bei niedrigem oder hohem pH-Wert oder hoher Salzkonzentration). Man findet sie in der Tiefsee, in hydrothermalen Quellen, in Vulkanen oder Gletschern. Viele gehören zu den Archaeen, der dritten Domäne des Lebens. Stetter und sein Team arbeitete intensiv an Nanoarchaeum equitans (dem reitenden Urzwerg) mit dem kleinsten bekannten Genom. Dieses Archaebakterium, wie früher die Archaeen genannt wurden, ist nur 400 nm groß und lebt an der Oberfläche eines anderen Archaeons (Ignicoccus hospitalis). Dies ist eine seiner wichtigsten Entdeckungen und wurde im Mai 2002 in der Zeitschrift Nature beschrieben. Die Genomsequenz wurde 2003 in Proceedings of the National Academy of Sciences veröffentlicht.

## Mitgliedschaften
- Department of Microbiology and Molecular Genetics and Institute of Geophysics and Planetary Science (IGPP), University of California, Los Angeles (UCLA)
- Gesellschaft für Biologische Chemie (GBCh)
- American Society for Microbiology (ASM)
- Deutsche Gesellschaft für Hygiene und Mikrobiologie (DGHM)
- International Committee on Environmental Biogeochemistry (ISEB)
- Vereinigung für Allgemeine und Angewandte Mikrobiologie (VAAM)
- Gesellschaft Deutscher Naturforscher und Ärzte (GDNÄ)
- International Committee on Systematic Bacteriology (ICSB)
- The International Institute of Biotechnology
- Gesellschaft Deutscher Chemiker (GDCh)
- Deutsche Akademie der Naturforscher Leopoldina[1]
- Bayerische Akademie der Wissenschaften
- International Society for the Study of the Origin of Life (ISSOL)
- Koninklijke Nederlandse Akademie van Wetenschappen / Royal Netherlands Academy of Arts and Sciences (KNAW)

## Ehrungen und Auszeichnungen
- 1985: Preis der Deutschen Gesellschaft für Hygiene und Mikrobiologie
- 1988: Gottfried-Wilhelm-Leibniz-Preis
- 1994: The International Institute of Biotechnology, Medal Lecture
- 1999: Bergey’s Manual Trust, Bergey Medal
- 2001: Regensburgische Botanische Gesellschaft, Ehrenmitglied
- 2003: Leeuwenhoek-Medaille von der Königlich-Niederländischen Akademie der Wissenschaften. Ein Preis, welcher alle 10 Jahre an einen Wissenschaftler verliehen wird, der herausragende Beiträge im Bereich der Mikrobiologie in der letzten Dekade geleistet hat.